# Raoul Feuillet
Raoul-Auger Feuillet (c. 1659/1675 – 14 de junho de 1709) foi um teórico da dança e coreógrafo francês, a quem é creditada a criação da palavra coreografia. 

É lembrado pela divulgação do sistema de notação gráfica coreográfica desenvolvido por Pierre Beauchamp, na obra Chorégraphie, ou l'art de d'écrire la danse (1700), precursora do processo de teorização da dança francesa. Também escreveu Recueil de danses (1704), descrevendo as danças executadas na Ópera de Paris, e Recŭeil de contredances (1706), sobre danças inglesas.